# Na falochronie
Na falochronie − najbardziej znany utwór polskiego zespołu muzycznego Emigranci.
Został wydany w roku 1990 i początkowo miał być jedynym utworem tej grupy, lecz został hitem tego roku i zespół postanowił kontynuować działalność. Muzykę skomponował Edmund Stasiak. Tekst został napisany przez Pawła Kukiza. W nagraniu brali udział basista Robert Jaszewski, niepowiązany wtedy ze swoim zespołem perkusista Perfectu Piotr Szkudelski oraz gościnnie klawiszowiec Papa Dance Mariusz Zabrodzki.
W 1998 roku zespół wraz z ówczesnym wokalistą Markiem Hojdą nagrał wersję akustyczną, a 8 lat później na albumie ... I inne utwory zespół umieścił nową wersję utworu. Śpiewał ją wokalista Rafał Brzozowski.

## Muzycy

### Wersja oryginalna
- Paweł Kukiz – śpiew, chórki
- Edmund Stasiak – gitara solowa, gitara rytmiczna w trakcie solo
- Robert Jaszewski – gitara basowa
- Piotr Szkudelski – perkusja
- Mariusz Zabrodzki – instrumenty klawiszowe

### Wersja z... I inne utwory
- Rafał Brzozowski – śpiew
- Edmund Stasiak – gitary
- Robert Jaszewski – gitara basowa
- Krzysztof Patocki – perkusja
- Rafał Paczkowski – instrumenty klawiszowe
- Mariusz Fazi Mielczarek – saksofon altowy
- Wojciech Malina Kowalewski – dodatkowe instrumenty perkusyjne